# Fonologia storica della A inglese breve
La pronuncia della cosiddetta A breve è piuttosto varia nella lingua inglese.

## Sviluppo del fonema/aː/alla nascita dell'inglese moderno

### Contesto
Il Medio inglese tardo aveva due fonemi, /a/ e /aː/, differenti solo per la lunghezza. /a/ ("A breve") si trovava in parole come cat [kat] o trap [trap], e anche prima di R in parole come start [start]. /aː/ ("A lunga") si trovava in parole come face [faːs], e anche prima di /r/ in parole come scare [skaːr].
A causa del grande spostamento vocalico, la A lunga di face si chiuse, inizialmente in [æː] e poi in [ɛː]. Tale processo iniziò nel XV secolo; [æː] era probabilmente la pronuncia standard nel parlato sorvegliato prima del 1650, e dopo fu la volta di [ɛː]". Con un processo a parte, la [a] di trap venne più tardi chiusa in [æ] (e tale rimane oggi in tanti accenti). Questo fu inizialmente, nel XVI secolo, limitato al parlato popolare, ma gradualmente, nel XVII secolo, rimpiazzò la più conservativa [a], per essere, attorno al 1670, accettata anche nel parlato sorvegliato. Tuttavia, negli ultimi anni, /æ/, nella Received Pronunciation si è aperta in a.
Queste tendenze avrebbero tolto all'inglese le vocali [a] e [aː] già nel tardo XVII secolo. Vennero infatti rimpiazzate per vari cambiamenti: 
- In due casi, [a] passò a [aː] piuttosto che a [æ].
  - Prima di /r/ non prevocalica (start, star; ma non carry), [a] passò a [aː] ovunque
  - Ciò avvenne talvolta anche prima di alcune fricative
- Il nesso [au] tese a passare regolarmente a [ɒː] (come in paw). Ma prima di consonante nasale alcune parole tesero a passare invece a [aː] (come in palm).

La [aː] del tardo XVII secolo generalmente si posteriorizzò in [ɑː] in quasi tutti gli accenti inglesi, tra cui la Received Pronunciation.
La tabella mostra alcuni degli sviluppi della /a/ del Medio inglese nella Received Pronunciation. La parola gate, pur avendo la vocale /aː/, è stata inclusa.
|                               |                               | gate   | cast    | cart    | cat   | glad      |
| ----------------------------- | ----------------------------- | ------ | ------- | ------- | ----- | --------- |
| Medio inglese                 | Medio inglese                 | [ɡaːt] | [kast]  | [kart]  | [kat] | [ɡlad]    |
| Great Vowel Shift             | Fase 1                        | [ɡæːt] | [kast]  | [kart]  | [kat] | [ɡlad]    |
| Great Vowel Shift             | Fase 2                        | [ɡɛːt] | [kast]  | [kart]  | [kat] | [ɡlad]    |
| Great Vowel Shift             | Fase 3                        | [ɡeːt] | [kast]  | [kart]  | [kat] | [ɡlad]    |
| Great Vowel Shift             | Fase 4                        | [ɡeɪt] | [kast]  | [kart]  | [kat] | [ɡlad]    |
| Allungamento prima di /r/     | Allungamento prima di /r/     | [ɡeɪt] | [kast]  | [kaːrt] | [kat] | [ɡlad]    |
| Allungamento prima di /f,θ,s/ | Allungamento prima di /f,θ,s/ | [ɡeɪt] | [kaːst] | [kaːrt] | [kat] | [ɡlad]    |
| Anteriorizzazione di /a/      | Anteriorizzazione di /a/      | [ɡeɪt] | [kaːst] | [kaːrt] | [kæt] | [ɡlæd]    |
| Posteririzzazione di /aː/     | Posteririzzazione di /aː/     | [ɡeɪt] | [kɑːst] | [kɑːrt] | [kæt] | [ɡlæd]    |
| Caduta di /r/                 | Caduta di /r/                 | [ɡeɪt] | [kɑːst] | [kɑːt]  | [kæt] | [ɡlæd]    |
| bad-lad split                 | bad-lad split                 | [ɡeɪt] | [kɑːst] | [kɑːt]  | [kæt] | [ɡlæːd]   |
| Lowering of /æ/               | Lowering of /æ/               | [ɡeɪt] | [kɑːst] | [kɑːt]  | [kat] | [ɡla(ː)d] |

La tabella sottostante mostra il risultato di tali cambiamenti in alcune varietà contemporanee:
|                           |                           | RP        | NE      | SCO     | IRL             | GA      |
| ------------------------- | ------------------------- | --------- | ------- | ------- | --------------- | ------- |
| Allungamento prima di /r/ | Allungamento prima di /r/ | ✔         | ✔       |         |                 | ✔       |
| Allungamento di /f,θ,s/   | Allungamento di /f,θ,s/   | ✔         |         |         |                 |         |
| Anteriorizzazione di /a/  | Anteriorizzazione di /a/  | ✔         |         |         | ✔               | ✔       |
| Posteriorizzazione /aː/   | Posteriorizzazione /aː/   | ✔         |         |         |                 | ✔       |
| Caduta della R            | Caduta della R            | ✔         | ✔       |         |                 |         |
| bad-lad split             | bad-lad split             | ✔         |         |         |                 |         |
| Apertura di /æ/           | Apertura di /æ/           | ✔         |         |         |                 |         |
| Forma modificata di       | gate                      | [ɡeɪt]    | [ɡeːt]  | [ɡet]   | [ɡeːθ̠]          | [ɡeɪt]  |
| Forma modificata di       | cast                      | [kʰɑːst]  | [kʰast] | [kʰast] | [kʰæst~kʰast]   | [kʰæst] |
| Forma modificata di       | cart                      | [kʰɑːt]   | [kʰaːt] | [kʰart] | [kʰaːɹθ̠~kʰɑːɹθ̠] | [kʰɑɹt] |
| Forma modificata di       | cat                       | [kʰat]    | [kʰat]  | [kʰat]  | [kʰæθ̠~kʰaθ̠]     | [kʰæt]  |
| Forma modificata di       | glad                      | [ɡla(ː)d] | [ɡlad]  | [ɡlad]  | [ɡlæd~ɡlad]     | [ɡlæd]  |
| Forma modificata di       | gas                       | [ɡas]     | [ɡas]   | [ɡas]   | [ɡæs~ɡas]       | [ɡæs]   |

### Sviluppo di /a/ non seguita da /r/
Nel Medio inglese tardo, coppie come cat, cart erano pronunciate [kat], [kart] rispettivamente, dunque distinte dalla sola presenza di una [r]. Ma nel tardo XVII secolo vennero a distinguersi anche per la quantità e qualità della vocale. In cat, la vocale si chiuse in /kæt/, mentre in cart si allungò in /kaːrt/. Questo per lo sviluppo del fono seguito da una non prevocalica /r/. Pare che sia accaduto già nei dialetti del sud Inghilterra nel XV secolo, ma fino al XVII non colpì l'inglese standard. Oggigiorno si trova in molte varietà della lingua, con vocali distinte in parole quali cat, cart.
Prima di /r/ intervocalica, normalmente non vi fu allungamento, così che la vocale di carrot /kærət/ rimase la medesima di cat, il che accade in quasi tutte le varietà moderne (ma si veda il Mary-marry-merry merger).

### Sviluppo davanti a fricative
Al contrario dell'allungamento davanti a /r/ non prevocalica, praticamente universale nell'inglese standard, l'allungamento o broadening davanti a fricative fu piuttosto irregolare. Il fenomeno sarebbe cominciato nei dialetti del sud Inghilterra negli anni 1500-1650, per poi penetrare nell'RP a metà del XVII secolo. 
Il primo contesto in cui si sviluppò fu davanti alle fricative /f, θ, s/ preconsonantiche o in fine di morfema, insomma in coda di sillaba. Il suono /ʃ/ non produsse mai allungamento nel'inglese standard, ma è provato che invece sia accaduto in diverse varietà regionali.
Una volta colpita una parola, il broadening tese a colpire anche i suoi derivati. Per esempio, da pass ([pʰaːs]) si estese anche a passing [ˈpʰaːsɪŋ], il che introdusse il fenomeno anche davanti al nesso _sV, da cui sarebbe stato altrimenti escluso (si confronti passage, derivato non dall'inglese pass ma dal francese, e mai colpito).
Per un fenomeno già presente nel Medio inglese, [f, θ] si alternavano con le loro controparti sonore [v, ð]. Per esempio path [paθ] aveva il plurale paths [paðz]. Applicandosi il fenomeno a parole come path, questo si estese nuovamente anche ai derivati, dando da [pʰaθ] la pronuncia [pʰaːθ], e [pʰaðz] passò a [pʰaːðz] anch'esso. Il che estese il fenomeno anche davanti a fricativa sonora.
Il broadening colpì l'RP molto irregolarmente. Pare che sia stato più frequente quando la /a/ era adiacente a consonante labiale o /r/. Si riscontra abbastanza evidentemente colpì spesso le parole corte, specialmente monosillabi, che eran comuni e stabili nella lingua nel periodo del fenomeno (c. 1500–1650). Parole almeno trisillabiche difficilmente vi andarono incontro, e così i prestiti, i neologismi (come gas, sorto attorno al XVII secolo), o prestiti greci o latini.
Un caso particolare è la parola father. Nel Medio inglese tardo era generalmente pronunciato [ˈfaðər], rimando dunque con gather [ˈɡaðər]. Il broadening di father è particolare per due ragioni:
- è accaduto davanti a fricativa sonora intervocalica [ð]
- la sua diffusione in tanti accenti che non conoscono il broadening, quali i nordamericani.

L'Oxford English Dictionary descrive tale occorrenza come "anomala". Studiosi come Dobson ritengono invece che sia stato sollecitato dall'adiacente /f/ e dalla presenza combinata della /r/. Rather e lather sarebbero stati colpiti più tardi, per analogia proprio con father, in meno varietà.
La tabella sottostante rappresenta i risultati del broadening nell'RP.
| Contesto           | RP /æ/ come in TRAP ("flat A") | RP /ɑː/ come in PALM o FAther ("broad A") |
| ------------------ | --- | --- |
| _[f]$              | carafe*, chiffchaff, gaffe, naff, riffraff | calf**, chaff*, giraffe, graph (telegraph, vedi sopra, half**, laugh**, staff                                                                                         |
| _[f]C              | Daphne, hermaphrodite, kaftan, naphtha | aft, after, craft, daft, draft/draught**, graft, laughter**, raft, rafter, shaft                                                                                      |
| _[θ]$              | hath, math (abbreviazione di mathematics) | bath, lath*, path |
| _[θ]C              | athlete, decathlon (pentathlon, biathlon, etc.), maths | |
| _[s]$              | alas*, ass (donkey), ass (termine volgare)*, crass, gas, lass, mass (l'ammontare), Mass (servizio religioso)* | brass, class, glass, grass, pass |
| _[sp]              | asp, aspect, aspen, aspic (gelatina), aspirant, aspirin, Diaspora, exasperate*, jasper | clasp, gasp, grasp, hasp*, rasp |
| _[st]              | aster, asteroid, astronaut (astronomico, ecc.), bastion, blastocyst (blastopore, etc.), canasta, castanets, chastity, elastic*, fantastic, gastric, gymnastic, hast, Jocasta, mastic, masticate, mastiff*, mastitis, mastoid, mastodon, masturbate*, monastic, onomastic, pasta, pastel, plastic*, procrastinate, Rastafarian, raster, sarcastic, scholastic, spastic | aghast, avast, bastard*, blast, cast, caster, fast, ghastly, last, mast, master, nasty, past, pasteurize*, pastime, pastor, pastoral*, pasture, plaster, repast, vast |
| _[sk]              | Alaska, Basque*, emasculate, gasket, Madagascar, mascot, masculine, masquerade*, Nebraska, paschal*, vascular | ask, bask, basket, cask, casket, flask, mask, masque*, rascal, task                                                                                                   |
| _[sf]              | blasphemy* | |
| _[v]               | avarice, average, avid, avocado, cavalry, cavern, clavicle (clavichord, etc.), davenport, depravity, extravagant, gravel, gravity, have, havoc, lavatory, maverick, navigator (navigable, etc.), savage, tavern, travesty, unravel | calve, halve, Java, lava, octavo, (salve), Slav, |
| _[ð]               | blather, fathom, gather, slather | father, lather*, rather |
| Altre (vedi sotto) | | calve**, castle, fasten, halve**, raspberry |

- * indica che anche l'altra pronuncia è corrente nell'RP;
- ** indica che la parola aveva in Medio inglese /au/ (eventualmente in concomitanza a una /a/);
- Le parole in corsivo furono registrate inizialmente dal dizionario indicato in nota dopo il 1650.

In generale, tutte queste parole avevano /a/ ("short A" di trap) che venne allungata in [aː]. Tra le eccezioni:
- half e calf, che venivano pronunciate [half, kalf] nel Medio inglese prima di passare nel XV secolo a [hauf, kauf] per vocalizzazione della L[13]

Ci fu praticamente lo stesso sviluppo di parole palm (vedi sotto). Si ritiene che la pronuncia nordamericana con la [æ] di trap sia risultata da una semplificazione di [hauf, kauf] in [haf, kaf], nonostante siano poco schiaccianti le prove di tale sviluppo.
- laugh, laughter e draft/draught, tutti aventi [auχ] in Medio inglese. Il primo passò a [auf] (nell'inglese standard nel 1625, ma esisteva già dialettalmente),[15] per poi accorciarsi in [af].[16] Lo sviluppo seguentefu simile ad altre parole con [af], come staff. La storia di draft/draught è particolare, dato che nel XVII secolo si scriveva normalmente draught e rimava nella pronuncia con caught, mantenendo chiara la sua derivazione da draw. La pronuncia col suono /f/ era rara, e la sua fortuna nell'inglese attuale sarebbe dovuta, secondo Dobson, dalla stabilizzazione della grafia draft.[17]

Le parole castle, fasten and raspberry sono casi particolari, in cui il contesto iniziale dopo aver provocato il broadening si è modificato. In castle e fasten, la /t/ era pronunciata, secondo fonti dei secoli XVI-XVII. In raspberry troviamo invece /s/ piuttosto che /z/.
I casi del fenomeno qui descritti per la Received Pronunciation si ritrovano spesso nell'Inghilterra meridionale, ai Caraibi, e nell'emisfero australe (parti dell'Australia, Nuova Zelanda e Sudafrica). Nel Nordamerica, dove gli accenti tradizionali di Boston fanno eccezione, si trova solo in father e pasta (secondo le regole generali per l'adattamento dei prestiti italiani recenti, come in mafia). Nella zona di Boston vi è storicamente una tendenza al copiare il broadening dell'RP, con un apice negli anni trenta per poi regredire in favore della norma nordamericana.
Nell'inglese irlandese il fenomeno è presente solo in father (che può avere anche a vocale di face). Nell'inglese scozzese e nell'Ulster normalmente non si distinguono le vocali di trap e palm (Sam-psalm merger). Nell'inglese gallese, almeno Wells riscontra il broadening solo in father, con alcune variazioni, mentre nell'Inghilterra del nord in father, e spesso anche in half e master.

### Parole con /au~a/ seguite da nasale in Medio inglese
Un gruppo di parole inglesi medie alternava, prima di nasale, /au/ a /a/. Erano quasi tutti prestiti francesi, dove l'incertezza sulla realizzazione della nasalizzazione francese risultò in due pronunce alternative (per esempio si possono esaminare i vari modi in cui i prestiti francesi vengano pronunciati attualmente nelle varie regioni, come envelope e envoy).
Le parole col dittongo /au/ ebbero generalmente [ɒː], nelle prime fasi dell'inglese moderno (paw, daughter). Tuttavia, in alcune delle parole sopraccitate, soprattutto se corte e d'uso comune, ebbero invece /aː/. Avendo questo fenomeno preceduto il grande spostamento vocalico, il suono divenne [eː] piuttosto che [aː], come in change.  Nella tabella sottostante classificheremo tali parole, secondo le "serie lessicali" di John Wells.
| Environment | Serie di TRAP (con /æ/)                                                            | Serie di BATH (con /ɑː/)                                                                                       | Serie di PALM (con /ɑː/ e L muta)    | Serie di THOUGHT (con /ɔː/)                                           | Serie di FACE (con /eɪ/                                       |
| ----------- | ---------------------------------------------------------------------------------- | --- | ------------------------------------ | --------------------------------------------------------------------- | ------------------------------------------------------------- |
| _[m]$       |                                                                                    | | alms, balm, calm, palm, psalm, qualm | shawm                                                                 |                                                               |
| _[mp]       | champion, rampant, stamp*                                                          | example, sample                                                                                                |                                      |                                                                       |                                                               |
| _[mb]       | amber                                                                              | |                                      |                                                                       | chamber                                                       |
| _[mf]       | pamphlet                                                                           | |                                      |                                                                       |                                                               |
| _[nt]       | ant*, lantern, phantom, rant, scant                                                | advantage, aunt, can't, chant, grant, plant, slant, vantage                                                    |                                      | daunt, flaunt, gaunt*, gauntlet, haunt, jaunt?, saunter, taunt, vaunt |                                                               |
| _[nd]       | abandon, grand, random                                                             | command, demand, Flanders, remand, reprimand, slander                                                          |                                      | jaundice, laundry, Maundy                                             |                                                               |
| _[n(t)ʃ]    | franchise                                                                          | avalanche, blanch, branch, ranch, stanch, stanchion                                                            |                                      | haunch, launch, paunch, staunch                                       |                                                               |
| _[n(d)ʒ]    | evangelist, phalange                                                               | |                                      |                                                                       | angel, arrange, change, danger, grange, mange, range, strange |
| _[ŋk]       | bank ("bench", "financial institution"), canker, flank, plank, ranco(u)r, sanctity | |                                      |                                                                       |                                                               |
| _[ŋɡ]       | anger*, angle, strangle                                                            | |                                      |                                                                       |                                                               |
| _[ns]       | ancestor, finance, ransom, romance                                                 | answer*, chance, chancellor, dance, enhance, France, lance, lancet, prance, stance, trance, transfer (trans-), |                                      | launce                                                                | ancient                                                       |
| Other       | salmon                                                                             | almond |                                      |                                                                       |                                                               |

* Non è un prestito francese
In alcuni casi, sia la forma con monottongo /a/ e dittongo /au/ si sono mantenute fino a oggi. Per esempio, Sandre, una forma franconormanna del nome Alexander, ha prodotto entrambi i cognomi inglesi moderni Sanders e Saunders.
È visibile come lo sviluppo della serie di FACE sia stato comune prima di /ndʒ/, mentre davanti a velari si trova solo quello della serie di TRAP.
Queste parole, normalmente scritte sia con A che con AU in Medio inglese, attualmente si preferisce scrivere basandosi sulla pronuncia, così che AU si usa solo nella serie di THOUGHT; un'eccezione comune è aunt /ɑː/.

## Trap–bath split
Il trap-bath split è una divisione vocalica avvenuta principalmente nelle varietà dell'Inghilterra meridionale (tra cui la Received pronunciation) e nell'emisfero australe (Australia, Nuova Zelanda, Sudafrica, per cui la vocale /æ/ si allungò in alcuni contesti per poi fondersi con la /ɑː/ di father. (Wells 1982: 100–1, 134, 232–33)
Vocali lunghe in parole come bath, laugh, grass, chance vengono, in tali accenti, chiamate broad A (nel Regno Unito, anche long A, A lunga); nell'RP tale vocale è [ɑː], mentre in altri accenti, come quello neozelandese e buona parte degli australiani, è ([ɐː] o [aː]), e nel sudafricano addirittura un'arrotondata [ɒː].
Negli altri accenti resta al stessa vocale di cat, trap, man, la short A (A corta) o flat A.
Il fenomeno partì nell'Inghilterra del sud, passando da [æ] a [ɑː] quando il primo era davanti a [f, s, θ, ns, nt, ntʃ, mpl], dando, nell'RP, [pɑːθ] per path, [sɑːmpl] per sample, ecc. Prima di altre consonanti invece non avvenne, dunque mantenendo la vocale originaria in cat. L'allungamento di bath si intravide per primo nel XVII secolo, ma stigmatizzato come cockneismo fino al XIV secolo.

### Accenti britannici
La presenza o meno del fenomeno differenzia moltissimi accenti dell'Inghilterra: vi è infatti un'isoglossa passante per le Midlands, dal Wash ai confini del Galles, dunque a sud di Birmingham e di Leicester. A nord di questa normalmente la divisione è assente, mentre a sud è presente.
Nei pressi della linea la situazione è più variabile. L'accento di Birmingham (chiamato Brummie) si ha quasi sempre la A corta, ma aunt e laugh hanno quella lunga. Molte parole che in America hanno /æ/ come half, calf, rather e can't, anche nelle Midlands e nell'Inghilterra settentrionale sono pronunciate con broadening.
Nella zona della seconda, la A corta è resa come [a ~ a̠], mentre la lunga [ɑː - aː]; per alcuni parlanti insomma le due vocali potrebbero essere di qualità uguale, e distinte solo per la quantità (Wells 1982: 356, 360). John Wells ritiene tuttavia che negli stati sociali alti la divisione sia presente (Wells 1982: 134), scrivendo sul suo blog di essere cresciuto con questa in Upholland, nel Lancashire. Gli studi di Gupta sugli studenti dell'Università di Leeds hanno rilevato che il 93% dei settentrionali usava [a] e il 96% dei meridionali [ɑː] in bath. Vi sono aree delle Midlands in cui le due varianti coesistono, ma escluse queste sono pochi i parlanti settentrionali condizionati dal fenomeno (o viceversa nel sud). Gupta ha infatti scritto: "Non vi sono prove di quanto sostenuto da Wells e Mugglestone sulla variabilità sociolinguistica del fenomeno al Nord, nonostante lo sia nelle aree ai confini dell'isoglossa."
In alcuni accenti delle West Country, dove trap è realizzato come /a/ piuttosto che come [æ], la vocale di bath si allungò in [aː] non fondendosi con la /ɑː/ di father. Dunque, trap, bath e father hanno tutti vocali distinte, cioè /a/, /aː/ e /ɑː/. (Wells 1982: 346–47).
In altri tra questi, e anche in molti accenti scozzesi, non vi è affatto distinzione tra le vocali dell'RP /æ/ e /ɑː/.

#### Trap–bath split nella Received Pronunciation
Nella Received Pronunciation (RP), il trap–bath split non colpì tutte le parole "colpibili". È difficile capire perché alcune siano state mutate e altre no. Approssimativamente, più una parola era comune più era probabile che si passasse da /æ/ a /ɑː/. Inoltre, i monosillabi sono stati colpiti più spesso dei polisillabi. Colpì raramente le vocali in sillaba aperta (terminante in vocale), se si escludono le vocali di derivati di parole già colpite, con /ɑː/. Per esempio, passing, che deriva da pass, ha una broad A /pɑːsɪŋ/: passage invece non ne deriva direttamente, dunque conserva la flat A /pæsɪdʒ/. Qui è mostrata una serie di parole passate sotto mutamento, e dei contro-esempi con lo stesso contesto fonetico:
| \| Serie \| Lunga ɑː~äː \| Corta æ \| \| ------------- \| ----------------------------------------------------------------------------------------------------------------------------------------------------------------------------------- \| ------------------------------------------------------------------------------ \| \| /-ðər/ \| father, lather, rather \| blather, gather, slather \| \| /-f/ \| calf, chaff, giraffe, graph, half, laugh, photograph, staff, telegraph \| Aphrodite, chiffchaff, Daphne, gaff(e), graphic, staph \| \| /-ft/ \| aft, after, craft, daft, draft/draught, graft, haft, laughter, raft, rafter, shaft \| kaftan, Taft \| \| /-θ/ finale \| bath, lath, path \| hath, math(s), polymath \| \| /-s/ finale \| brass, class, glass, grass, pass \| ass (asino), bass (pesce), crass, gas, lass, mass (ammontare), morass, sass \| \| /-sk/ \| ask, bask, basket, cask, casket, flask, mask/masque, rascal, task \| Asquith, gasket, mascot \| \| /-sp/ finale \| clasp, gasp, grasp, hasp, rasp \| asp \| \| /-st/ finale \| aghast, avast, bastard, blast, cast, caste, caster, contrast, fast, ghastly, last, mast, master, nasty, past, pasteurize, pastime, pastor, pastoral, pasture, plaster, repast, vast \| bast, iconoclast, p(a)ederast, hast \| \| /-st/ varie \| castor, disaster, master, nasty, pastor, plaster \| Aston, astronaut, castigate, chastity, drastic, pasta, pastel, plastic, raster \| \| /-ʃ/ \| m(o)ustache \| Tutte le altre parole di questa serie \| \| /-v/ finale \| calve, halve, salve (nota: [ɑːv] solo quando scritto ALV \| chav, have \| \| /-mpəl/ \| example, sample \| ample, trample \| \| /-nd/ \| Alexander/Alexandra/Sandra, chandler, command, demand, Flanders, remand, reprimand, slander \| all other words in this set \| \| /-nt/ \| (ad)vantage, aunt, can't, chant, Grant, grant, plant, shan't, slant \| ant, banter, cant, fantasy, mantle, phantom, rant, scant \| \| /-ntʃ/ finale \| Tutte le parole di questa serie (branch, planche, ranch, ecc.) \| \| \| /-ns/ \| advance, answer, chance, chancellor, dance, enhance, France, glance, lance, lancet, prance, stance, trance \| Anson, cancer, fancy, ransom, romance \| \| [Mutate] \| castle, fasten, raspberry \| \| | |                                                                                |
| Serie | Lunga ɑː~äː | Corta æ                                                                        |
| /-ðər/ | father, lather, rather | blather, gather, slather                                                       |
| /-f/ | calf, chaff, giraffe, graph, half, laugh, photograph, staff, telegraph | Aphrodite, chiffchaff, Daphne, gaff(e), graphic, staph                         |
| /-ft/ | aft, after, craft, daft, draft/draught, graft, haft, laughter, raft, rafter, shaft                                                                                                  | kaftan, Taft                                                                   |
| /-θ/ finale | bath, lath, path | hath, math(s), polymath                                                        |
| /-s/ finale | brass, class, glass, grass, pass | ass (asino), bass (pesce), crass, gas, lass, mass (ammontare), morass, sass    |
| /-sk/ | ask, bask, basket, cask, casket, flask, mask/masque, rascal, task | Asquith, gasket, mascot                                                        |
| /-sp/ finale | clasp, gasp, grasp, hasp, rasp | asp                                                                            |
| /-st/ finale | aghast, avast, bastard, blast, cast, caste, caster, contrast, fast, ghastly, last, mast, master, nasty, past, pasteurize, pastime, pastor, pastoral, pasture, plaster, repast, vast | bast, iconoclast, p(a)ederast, hast                                            |
| /-st/ varie | castor, disaster, master, nasty, pastor, plaster | Aston, astronaut, castigate, chastity, drastic, pasta, pastel, plastic, raster |
| /-ʃ/ | m(o)ustache | Tutte le altre parole di questa serie                                          |
| /-v/ finale | calve, halve, salve (nota: [ɑːv] solo quando scritto ALV | chav, have                                                                     |
| /-mpəl/ | example, sample | ample, trample                                                                 |
| /-nd/ | Alexander/Alexandra/Sandra, chandler, command, demand, Flanders, remand, reprimand, slander                                                                                         | all other words in this set                                                    |
| /-nt/ | (ad)vantage, aunt, can't, chant, Grant, grant, plant, shan't, slant | ant, banter, cant, fantasy, mantle, phantom, rant, scant                       |
| /-ntʃ/ finale | Tutte le parole di questa serie (branch, planche, ranch, ecc.) |                                                                                |
| /-ns/ | advance, answer, chance, chancellor, dance, enhance, France, glance, lance, lancet, prance, stance, trance                                                                          | Anson, cancer, fancy, ransom, romance                                          |
| [Mutate] | castle, fasten, raspberry |                                                                                |

Le parole dell'ultima riga sono state nel tempo alterate, perdendo il contesto del broadening.
Ecco alcune parole con entrambe le pronunce per i parlanti del Sud:
- Basque, bastard, chaff, Glasgow, lather, mass (termine cristiano)
- telegraph, blastocyst, chloroplast
- Tutte quelle col prefisso trans-

L'uso della A lunga in mass ha un'aria conservativa, ed è ormai raro: altre oscillazioni, anche internazionali, sono comuni, ma più complicate.
Mentre graph, telegraph, photograph dispongono di entrambe (ora nell'RP vi è una A lunga), graphic e derivati ne hanno sempre una corta.
La broad A oscilla nei dialetti includentila; prima di S è più comune quando questa è sorda (/s/ invece di /z/) (in transfer [tʰɹɑːnsfɜː], transport [tʰɹɑːnspɔːt] e derivati) di quando è sonora (avendo cioè translate [trænzleɪt], trans-Atlantic [tʰɹænzətlæntɪk]).

#### Implicazioni sociali
Alcune ricerche avrebbero trovato che molte persone, nel nord Inghilterra, disgustino la /ɑː/ nella serie di BATH. AF Gupta ha scritto: "Molti settentrionali erano incredibilmente ostili verso /ɡrɑːs/, descrivendolo come 'comico', 'snob', 'pomposo' o addirittura 'da cretini'." Durante la stesura di uno studio sul linguaggio nell'ovest dello Yorkshire, KM Petut, nel 1985, scrisse che molti intervistati "avevano affermato di non preferire la variante a vocale lunga o di detestarla, o addirittura di trovarla scorretta. Tuttavia Joan Beal ha detto,nel 1989 durante una revisione del lavoro di Petyt che gli stessi che odiavano la suddetta pronuncia ancora la associavano alla BBC e al tipo di lavori professionali, a cui avrebbero aspirato.

### Accenti australi
Nell'inglese australiano si segue normalmente il britannico meridionale nelle parole come path, laugh, class , ma prima di N+consonante si usa quasi sempre una flat A; aunt e can't sfuggono però a quest'eccezione. Foneticamente la broad A è resa come [äː]. La parola castle ha entrambe le varianti in uso; l'uso della broad A è invece più esteso nelle varianti del Sud. 
In Sudafrica e in Nuova Zelanda si ha una distribuzione simile a quella dell'RP.

### Accenti nordamericani
Quasi tutti gli accenti americani e canadesi non sono colpiti dallo split. Tra le eccezioni vi sono zone della Nuova Inghilterra, soprattutto Boston, dove la broad A si usa in alcune parole similmente all'RP, come aunt, ask, bath.
Tra i fenomeno correlati troviamo:
- Una tensione di /æ/ negli accenti dell'area newyorkese e soprattutto Filadelfia, dove si riscontra davanti a [f, s, θ, n, m] (a New York accade in ulteriori contesti).
- Una pronuncia strascicata /æ/ → [æə] negli accenti del Sud; molti, nelle South Midland, negli Appalachi, e nell'entroterra americano meridionale inoltre chiudono la vocale di aunt, dance, plant in [ɛ] o [e].

## Il fonema/ɑː/
In inglese moderno, si è sviluppato il nuovo fonema /ɑː/, inesistente in Medio inglese. Questo soprattutto in virtù di tre fenomeni: l'allungamento in father da /a/ a /aː/ per ragioni ignote; un allungamento di compensazione della /a/ in parole come calm, palm, psalm quando si perse poi la /l/; e l'allungamento di  /a/ prima di /r/ come in car, card, hard, part, ecc. Allo stesso modo molti dialetti colpiti dal trap-bath split unirono la nuova vocale a tale fonema. Divenne poi comune nelle onomatopee, quali baa, ah, ha ha, e in prestiti come spa, 
taco, 
llama, 
drama, 
piranha, 
Bahamas, 
pasta, 
Bach, 
varianti spesso tra /ɑː/ e /æ/ tra i vari dialetti.

## Bad-lad split
Il bad–lad split è una divisione vocalica avvenuta agli inizi dell'inglese moderno, per cui /æ/ si divise in una variante corta /æ/ e la lunga /æː/. Questo si ritrova in alcune varietà dell'Inghilterra e dell'Australia, per cui bad (con la lunga [æː]) e lad (con la corta [æ]) non rimano. (Wells 1982: 288–89, 596; Horvath and Horvath 2001; Leitner 2004).
Il fonema /æ/ si allunga spesso in /æː/ davanti a una tautosillabica (nella stessa sillaba) /m/ o /n/, ma anche in bad, glad e mad; family è talvolta colpita, indipendentemente dal numero di sillabe (può averne infatti due o tre, a seconda che la I sia muta o meno). Per alcuni parlanti si ha /æː/ anche prima di /ɡ/, /ŋ/, /l/ e /dʒ/, anche se possono presentare più irregolarità. Non avviene comunque nel perterito dei verbi irregolari, nelle parole funzionali, e in contrazioni di polisillabi dove la /æ/ si trovava prima di consonante+vocale. Il fenomeno non viene comunque fermato dall'aggiunta di suffissi alla parola.
I dialetti britannici colpiti hanno invece una broad A in alcune parole dove la vocale è davanti a /m/ o /n/. In questi casi in Australia si usa soprattutto /æː/, fatta eccezione pers aunt, can't e shan't, con /aː/.
Daniel Jones, nell'RP, ha notato che alcuni parlanti contrastavano foneticamente tale fonema se breve o lungo, rappresentandolo attraverso le scritture /æː/ e /æ/. In An outline of English phonetics (1962, nona edizione, Cambridge: W. Heffer & Sons) notò che sad, bad avevano normalmente /æː/ mentre in lad, pad vi era /æ/. Nel suo dizionario di pronuncia registrò varie coppie minime, come bad /bæːd/, bade /bæd/ (pronunciato anche /ˈbeɪd/). Notò che alcuni parlanti pronunciavano jam come /dʒæːm/ intendendo "conserva di frutta", e come /dʒæm/ intendendo "schianto, rottura". Edizioni successive, come quella di Alfred C. Gimson, eliminarono tale distinzione.
Fuori dall'Inghilterra, can in senso di "potere" resta /kæn/, mentre il sostantivo can 'contenitore' o il verbo can 'mettere in un contenitore' diviene /kæːn/; questa situazione assomiglia a quella dell'æ-tensing in alcuni accenti americani. Una coppia minima piuttosto comune è band /bæːnd/ e banned /bænd/. Gli australiani che usano ‘span’ (nello standard "spun") come preterito di ‘spin’ hanno anche una coppia minima tra /spæːn/ (inteso come "larghezza", o come verbo vero e proprio, dividere) e /spæn/, appunto preterito ‘spin’ (/spæn/). 
Altre coppie minime australiane sono ‘Manning’ (cognome) /ˈmænɪŋ/ e ‘manning’ (forma in -ing di "to man") /ˈmæːnɪŋ/ e anche 'planet' /ˈplænət/ e 'plan it' /ˈplæːnət/.
Ad eccezione di Jones, i dizionari raramente mostrano queste differenze.

## /æ/tensing
L'/æ/ tensing è un fenomeno riscontrabile in molti accenti americani, e in una certa misura nell'inglese canadese, per cui la vocale æ viene chiusa e allungata o dittongata in varie posizioni. La sua realizzazione varia dunque tra [æ̝ˑ] e [ɛə] e [eə] e [ɪə], a seconda della zona. La più comune è [eə] (dittongo centrale); per convenienza, si userà tale trascrizione nell'articolo. Nella tabella sottostante, il tilde "~" rappresenta un continuum  (piuttosto che una divisione fonemica).
| æ tensing negli accenti nordamericani: |                            | |                           |                             |                          |               |                           |                                |                                                                |                             |                 |                                             |                             |
| Contesto | Contesto                   | Parole d'esempio | Vernaculare afroamericano | Boston e Rhode Island       | Baltimore e Philadelphia | Canada        | Cincinnati (tradizionale) | General American & Midland USA | Entroterra settentrionale degli USA (regione dei Grandi Laghi) | New York City e New Orleans | USA meridionali | Midwest settentrionali & Nordovest pacifico | USA occidentali             |
| Consonante seguente /æ/ | Tipo di sillaba            | Parole d'esempio | Vernaculare afroamericano | Boston e Rhode Island       | Baltimore e Philadelphia | Canada        | Cincinnati (tradizionale) | General American & Midland USA | Entroterra settentrionale degli USA (regione dei Grandi Laghi) | New York City e New Orleans | USA meridionali | Midwest settentrionali & Nordovest pacifico | USA occidentali             |
| /r/ | Aperta                     | arable, arid, baron, barrel, barren, carry, carrot, chariot, charity, clarity, Gary, Harry, Larry, marionette, maritime, marry, marriage, paragon, parent, parish, parody, parrot, ecc.; questa caratteristica dipende dalla presenza-assenza del Mary-marry-merry merger | [ɛə~æ] tesi               | [æ] rilassata               | [æ] rilassata            | [ɛ~ɛə] teso   | [eə] teso                 | [eə~ɛə~æ] tesi                 | [eə] teso                                                      | [æ] rilassata               | [æʲə]           | [ɛ~ɛə] tesa                                 | [ɛ~ɛə] tesa                 |
| /m/, /n/ | Chiusa                     | Alexander, answer, ant, band, can (sostantivo), can't, clam, dance, ham, hamburger, hand, handy, man, manly, pants, plan, planning, ranch, sand, slant, tan, understand, ecc.; a Philadelphia, began, ran, e swam rimangono rilassati | [ɛə~æ] tesi               | [eə~ɛə~æ] tesi              | [eə] teso                | [ɛə~æ] tesi   | [eə] teso                 | [eə~ɛə~æ] tesi                 | [eə] teso                                                      | [eə] teso                   | [æʲə]           | [eə~ɛə~æ] tesi                              | [eə~ɛə~æ] tesi              |
| /m/, /n/ | Aperta                     | amity, animal, can (verbo), Canada, ceramic, family (varia tra i parlanti),, gamut, hammer, janitor, manager, manner, Montana, panel, planet, profanity, salmon, Spanish, ecc. | [ɛə~æ] tesi               | [eə~ɛə~æ] tesi              | [æ] rilassata            | [ɛə~æ] tesi   | [eə] teso                 | [eə~ɛə~æ] tesi                 | [eə] teso                                                      | [æ] rilassata               | [æʲə]           | [eə~ɛə~æ] tesi                              | [eə~ɛə~æ] tesi              |
| /ɡ/ | Aperta                     | agate, agony, dragon, magazine, ragamuffin, ecc. | [ɛə~æ] tesi               | [æ] rilassata               | [æ] rilassata            | [e~ɛ~æ] tesi  | [eə] teso                 | [æ] rilassata                  | [eə] teso                                                      | [æ] rilassata               | [æʲə]           | [eɪ] teso                                   | [æ] rilassata               |
| /ɡ/ | Chiusa                     | agriculture, bag, crag, drag, flag, magnet, rag, sag, tag, tagging, ecc. | [ɛə~æ] tesi               | [æ] rilassata               | [æ] rilassata            | [e~ɛ~æ] tesi  | [eə] teso                 | [æ] rilassata                  | [eə] teso                                                      | [eə] teso                   | [æʲə]           | [eɪ] teso                                   | [æ] rilassata               |
| /b/, /d/, /dʒ/, /ʃ/, /v/, /z/, /ʒ/ | Chiusa                     | absolve, abstain, add, ash, bad, badge, bash, cab, cash, clad, crag, dad, drab, fad, flash, glad, grab, halve (varia tra i parlanti), jazz (varia tra i parlanti), kashmir, mad, magnet, pad, plaid, rag, raspberry, rash, sad, sag, smash, splash, tab, tadpole, tag, trash, ecc. A New York, soprattutto nel caso di /v/ e /z/, si hanno molte variazioni ed eccezioni. A Philadelphia, bad,mad e glad diventan tese. Similmente, sempre a New York, la serie con /dʒ/ è spesso tesa anche in sillaba aperta (magic, imagine, ecc.) | [ɛə~æ] tesi               | [ɛə~æ] tesi o [æ] rilassata | [æ] rilassata            | [æ] rilassata | [eə] teso                 | [æ] rilassata                  | [eə] teso                                                      | [eə] teso                   | [æʲə]           | [æ] rilassata                               | [ɛə~æ] tesi o [æ] rilassata |
| /f/, /s/, /θ/ | Chiusa                     | ask, bask, basket, bath, brass, casket, cast, class, craft, crass, daft, drastic, glass, grass, flask, half, last, laugh, laughter, mask, mast, math, pass, past, path, plastic, task, wrath, ecc. | [ɛə~æ] tesi               | [ɛə~æ] tesi o [æ] rilassata | [eə] teso                | [æ] rilassata | [eə] teso                 | [æ] rilassata                  | [eə] teso                                                      | [eə] teso                   | [æʲə]           | [æ] rilassata                               | [ɛə~æ] tesi o [æ] rilassata |
| Qualsiasi altra consonante | Qualsiasi altra consonante | act, agony, allergy, apple, aspirin, athlete, avid, back, bat, brat, café, cafeteria, cap, cashew, cat, Catholic, chap, clap, classy, diagonal, fashion, fat, flap, flat, gap, gnat, latch, magazine, mallet, map, mastiff, match, maverick, Max, pack, pal, passive, passion, pat, patch, pattern, rabid, racket, rally, rap, rat, sack, sat, Saturn, savvy, scratch, shack, slack, slap, tackle, talent, trap, travel, wrap, ecc.                                                                                                   | [ɛə~æ] tesi               | [ɛə~æ] tesi o [æ] rilassata | [æ] rilassata            | [æ] rilassata | [æ] rilassata             | [æ] rilassata                  | [eə] teso                                                      | [æ] rilassata               | [æʲə]           | [æ] rilassata                               | [ɛə~æ] tesi o [æ] rilassata |
| 1) Quasi tutti i parlanti americani realizzano /æŋ/ come æŋ~eɪŋ, ma quelli occidentali propendono quasi sempre eɪŋ. 2) Gli accenti di New York, Philadelphia e Baltimore hanno regole per cui /æ/ si tende in particolari ambienti di sillabe chiuse, applicate anche alle parole derivate da queste per inflessione. Per esempio, pass viene teso secondo la regola generale, ma anche i suoi derivati passing e passer-by, con sillaba aperta, ma non passive. |                            | |                           |                             |                          |               |                           |                                |                                                                |                             |                 |                                             |                             |

### Distinzione fonemica dell'/æ/ tensing
L'/æ/ tensing ha due varianti possibili: quella non fonemica e quella fonemica (dunque divisione vocalica). Nel GA (General American), ad esempio, man è pronunciabile in un continuum dalla vocale rilassata  a quella tesa , anche se la seconda è la più comune. Tuttavia entrambe le qualità vengono considerate come varianti di uno stesso fonema (quasi allofoni), la short A. In pratica, nel sistema vocalico non ha prodotto un nuovo fonema da un allofono teso.
Ma in dialetti quali quello di New York e i medioatlantici (come quello di Philadelphia), questo fenomeno può creare addirittura due fonemi distinti, cioè la differenza tra vocale rilassata e tesa può esser distintiva. Ad esempio il cognome Manning può avere solo la rilassata [ˈmænɪŋ]; pronunciato con tensione [ˈmeənɪŋ], verrebbe percepita una diversa parola, cioè la forma in -ing di "to man", manning. Vi è dunque una divisione vocalica, o split della short A, a causa della presenza di una coppia minima. Altri esempi di coppie minime qui son esposte e usate negli accenti medioatlantici e nel GA rispettivamente con e senza distinzione fonemica:
| Esempi                                        | Esempi                                  | Accenti medioatlantici                | GA                              |
| --------------------------------------------- | --------------------------------------- | ------------------------------------- | ------------------------------- |
| calf Es. The calf was born today.             | caf Es. Students must eat in the caf.   | [kʰeəf] contrapposto a [kʰæf]         | entrambi tipicamente:           |
| halve Es. A knife can halve the bread in two. | have Es. She might have fun.            | [heəv] contrapposto a [ˈhæv]          | entrambi tipicamente:           |
| manning Es. He was manning the control panel. | Manning We met the Manning family.      | [ˈmeənɪŋ] contrapposto a [ˈmænɪŋ]     | entrambi tipicamente: [ˈmeənɪŋ] |
| madder Es. He's madder than a rabid dog.      | matter Es. Discuss this matter further. | [ˈmeəɾɚ] contrapposto a [ˈmæɾɚ]       | entrambi tipicamente:           |
| mass Es. I grabbed a mass of clay.            | Mass Es. She works at Mass General.     | [meəs] contrapposto a [mæs]           | entrambi tipicamente:           |
| plan it Es. We'll plan it after breakfast.    | planet Es. The planet orbits the Sun.   | [ˈpʰɫeənɪt] contrapposto a [ˈpʰɫænɪt] | entrambi tipicamente:           |

### /æ/tensing: sistemi fonematici
Come detto sopra, gli accenti medioatlantici (Baltimore, Philadelphia, agglomerato newyorkese, Cincinnati, New Orleans e Yat, questi ultimi quattro soprattutto nelle varianti tradizionali) /eə/ è un fonema distinto da /æ/ (rappresentati spesso, rispettivamente, come "aeh" e "ae"), essendo presenti delle coppie minime.
Vi è dunque una divisione vocalica; ma la distribuzione di /æ/ e /eə/ è piuttosto prevedibile, almeno nelle regioni di Filadelfia, Baltimora, e New York: a Philadelphia e Baltimore, [eə] si trova in sillaba chiusa davanti a /n/, /m/, /f/, /θ/, e /s/, ma anche in mad, bad, e glad. A New York, si ha la vocale tesa in tutti questi contesti, più davanti alle occlusive sonore e /ʃ/. [æ] si trova normalmente davanti a /ŋ/, /l/, e a occlusive sorde, ma anche in sillaba aperta, indipendentemente dalla consonante successiva. avenue ha normalmente [eə] (differentemente da average, ecc.).
A Philadelphia, è stato riportata una tensione anche in altri elementi davanti a /l/ e nasali eterosillabiche (di un'altra sillaba). Ecco altri esempi per Philadelphia e Baltimore, ma anche per New York:
| [eə]  | [eə]    | [æ]     | [æ]        |
| ----- | ------- | ------- | ---------- |
| man   | [meən]  | hang    | [hæŋ]      |
| ham   | [heəm]  | pal     | [pʰæɫ]     |
| laugh | [ɫeəf]  | lap     | [ɫæp]      |
| bath  | [beəθ]  | bat     | [bæt]      |
| pass  | [pʰeəs] | passage | [ˈpʰæsɪdʒ] |

Le eccezioni principali, a Philadelphia e Baltimore, alle generalizzazioni sopraccitate sono:
1. Quando una vocale iniziale d'un suffisso viene aggiunta a una parola con [eə], la vocale resta tesa nonostante si trovi in sillaba aperta:
mannish ha [eə] come man, non [æ] come manage
classy ha [eə] come class, non [æ] come classic
passing ha [eə] come pass, non [æ] come Pasadena
2. Quando una parola polisillabica con [æ] in sillaba aperta viene troncata in una sola sillaba chiusa, la vocale non muta:
caf (troncamento di cafeteria) ha [æ], non [eə] come calf
path (troncamento di pathology) has [æ], non [eə] come path 'percorso'
Mass (troncamento di Massachusetts) ha [æ], non [eə] come mass
3. Parole funzionali e preteriti/participi passati di verbi irregolari hanno normalmente [æ], anche in contesti in cui si tenderebbe:
and (parole funzionale) ha [æ], non [eə] come sand
ran (preterito irregolare) ha [æ], non [eə] come man

[eə] in questi accenti si usa anche prima di /r/ intervocalico in parole come dairy e Mary, e nelle loro varietà non-rotiche anche in parole come square e scarce (rimante con "glass" per molti parlanti non-rotici).
La tensione di /æ/ assomiglia molto al fenomeno della broad A di altri dialetti. Le loro condizioni scatenanti praticamente si sovrappongono, avvenendo davanti a fricative sorde tautosillabiche e anche nasali in contesti particolari; entrambi i fenomeni prevedono la sostituzione di una vocale rilassata /æ/ con una vocale più lunga e tesa. Tuttavia la broad A è più aperta e posteriore di [æ], mentre dall'/æ/ esce una vocale, anzi un dittongo, più chiuso e anteriore.
Si collega persino al bad-lad split; le differenze principali rispetto agli accenti sopraccitati sono che gli stessi dialetti aventi questo split hanno anche la broad A, così da impedirla divisione in tali contesti; anche "sad" è lungo; inoltre si hanno allungamenti anche davanti a /ɡ/ e /l/.
Nel Webster's Third New International Dictionary (1961; Springfield, Mass: Merriam-Webster Inc.), la tensione medioatrlantica di /æ/ (scritta \aa(ə)\, mentre /æ/ è \a\) viene mostrata come variante nei lemmi; d esempio can, inteso come sostantivo, sarebbe \'kan, -aa(ə)n\. Nell'undicesima edizione del 2003 del Merriam-Webster's Collegiate Dictionary la distinzione viene discussa in una sezione introduttiva sulla pronuncia, ma è ignorata nel resto del testo. Gli autori giustificano tale decisione affermando che "tale distinzione sia abbastanza infrequente perché non si utilizzi, come da tradizione, un simbolo unico nel libro" (p. 34a).

### /æ/tensing: sistemi non fonematici

#### /æ/tensing universale
Negli accenti colpiti dal mutamento vocalico delle città del nord (in inglese Northern cities vowel shift), il fonema /æ/ viene chiuso e teso in tutti i contesti possibili. Un buon esempio è il dialetto dell'entroterra settentrionale (Inland North), comprendente Chicago, Cleveland, Detroit, Buffalo, Rochester, e Syracuse.

#### /æ/tensing davanti a/m/e/n/
Molti parlanti americani e canadesi, presentano perlomeno una /æ/ chiusa (dunque tesa) e dittongata davanti a qualsiasi m o n, come in camp, man, ram, pan, ran, clamber, Sammy, ecc., mentre altrove non si modifica, senza che la "short a" in due fonemi distinti. William Labov lo definisce "sistema nasale", dunque /æ/ si tende costantemente solo davanti a consonante nasale, indipendentemente dalla presenza di confini sillabici o morfemici. Questo si trova in varie regioni anche distanti, come il Midwest del Sud, il nord del New Jersey, la Florida, e parti del Canada, tra gli altri, ma l'area in cui è più forte è l'est della Nuova Inghilterra (come a Boston).
Più diffuso tra i parlanti statunitensi occidentali, canadesi e del Midwest del Sud è un sistema continuato, che si impernia anche sulla short A prima di consonanti nasali. Normalmente il General American si trova in questa categoria. Questo somiglia l sistema nasale dato che /æ/ viene chiusa e tesa in [eə] davanti a nasali, ma piuttosto che una divisione tra un allofono chiuso davanti a nasali e uno aperto davanti ad altre consonanti, i due allofoni occupano un continuum con vari gradi di altezza e tensione tra due estremi, con vari fattori fonetici e fonologici agenti (talvolta differenti tra i dialetti) e determinanti la realizzazione del fono /æ/.
Negli Stati Uniti meridionali, la realizzazione più comune è una tensione del fonema non totale, ma piuttosto quello che vien chiamato uno "strascicamento meridionale" (Southern drawl): il fono diviene praticamente un trittongo [æjə]. Ma molti parlanti meridionali applicano comunque la tensione davanti a nasale di /æ/ sopraccitata, soprattutto a Charleston, Atlanta e Florida; e alcuni parlanti di New Orleans, stando a quanto riportato, hanno un sistema simile alla divisione fonologica newyorkese.

##### /æ/tensing davanti a/ɡ/
Per alcuni parlanti canadesi e degli Stati Uniti nordoccidentali e centrosettentrionali, /ɡ/ provoca la tensione di una precedente /æ/, quanto lo farebbe una nasale, talvolta anche più marcatamente; in gran parte del Midwest e del Nordovest pacifico, nelle zone immuni dallo spostamento vocalico delle città settentrionali, /æ/ finisce per fondersi con /eɪ/ davanti a /ɡ/, dunque bag rima con plague. Rimane però distinta da /ɛɡ/, come in egg.

### Trap–bath split
- (EN) Wells, John C., Accents of English, Cambridge University Press, 1982, ISBN 0-521-22919-7, (vol. 1). ISBN 0-521-24224-X (vol. 2)., ISBN 0-521-24225-8 (vol. 3).
- Gupta, A. F., Baths and becks, English Today 81, Vol. 21, No. 1, pp21–27 (2005).(EN)
- Kortmann, Bernd; Schneider, Edgar W.; Burridge, Kate; Mesthrie, Rajend; & Upton, Clive (Eds.). (2004). A handbook of varieties of English. Berlin: Mouton de Gruyter.(EN)
- Horvath, Barbara M. and Ronald J. Horvath. (2001). Short A in Australian English: A geolinguistic study. In English in Australia, ed. D. Blair and P. Collins, 341–55. Amsterdam: John Benjamins (EN)

### Bad–lad split
- (EN) Leitner, Gerhard., Australia's Many Voices, Mouton de Gruyter, 2004, ISBN 3-11-018194-0, (vol. 1). ISBN 3-11-018195-9 (vol.2).
- (EN) Wells, John C., Accents of English, Cambridge University Press, 1982, ISBN 0-521-22919-7, (vol. 1). ISBN 0-521-24224-X (vol. 2)., ISBN 0-521-24225-8 (vol. 3).

### æ-tensing
- Benua, L. 1995. Identity effects in morphological truncation. In Papers in optimality theory, ed. J. N. Beckman, L. Walsh Dickey, and S. Urbanczyk. UMass Occasional Papers 18. Amherst: GLSA, 77–136. (EN)
- Ferguson, C. A. 1972. "Short a" in Philadelphia English. In Studies in linguistics in honor of George L. Trager, ed. M. E. Smith, 259–74. The Hague: Mouton. (EN)
- Kahn, D. 1976. Syllable-based generalizations in English phonology. Ph.D. dissertation, UCLA. Riprodotto dall'Indiana University Linguistics Club.(EN)
- Labov, W. 1966. The social stratification of English in New York City. Washington: Center for Applied Linguistics (Centro di linguistica applicata). (EN)
- Labov, W. 1972. Sociolinguistic patterns. Philadelphia: University of Pennsylvania Press. (EN)
- Labov, W. 1981. Resolving the Neogrammarian controversy. Language 57:267–308. (EN)
- Labov, W. 2005. Transmission and Diffusion. (EN)
- Labov, William, Sharon Ash, and Charles Boberg, The Atlas of North American English, Mouton de Gruyter, 2006, ISBN 3-11-016746-8. (EN)
- Trager, G. L. 1930. The pronunciation of "short a" in American Standard English. American Speech 5:396–400. (EN)
- Trager, G. L. 1934. What conditions limit variants of a phoneme? American Speech 9:313–15.(EN)
- Trager, G. L. 1940. One phonemic entity becomes two: The case of "short a". American Speech 15:255–58.(EN)
- Trager, G. L. 1941. ə ˈnəwt on æ ənd æ˔ˑ in əˈmerikən ˈiŋɡliʃ. Maître Phonétique 17–19.(EN)
- Wells, J. C. 1982. Accents of English. 3 vols. Cambridge: Cambridge University Press.(EN)
- Wood, Jim. 2011. Short-a in Northern New England. Journal of English Linguistics 39:135-165.(EN)